# Escuela Municipal de Dibujo de Palencia
La Escuela Municipal de Dibujo de Palencia fue una institución académica dependiente del Ayuntamiento de Palencia que operó entre 1838 y 1921. En ella se formaron artistas como José Casado del Alisal, Dióscoro Puebla, Serafín Martínez del Rincón, Eugenio Oliva Rodrigo o Asterio Mañanós Martínez.

## Inicios
En su origen, fue un proyecto de la Sociedad Económica de Amigos del País de Palencia, que consideraba la enseñanza del Dibujo como base de toda actividad artística; en 1818 ya funcionaba como escuela, dirigida por el tallista Manuel Bahamonde, aunque fue cerrada por circunstancias tanto económicas como políticas.
El Ayuntamiento de Palencia retomó la idea en 1842, convocando oposiciones para cubrir la plaza de director, que obtuvo Justo María de Velasco, salmantino de origen, discípulo de Vicente López y vinculado a los ambientes artísticos madrileños.

## La dirección de Justo María de Velasco
Velasco tenía treinta y tres años cuando se hizo cargo del proyecto, que tenía su sede en dependencias del desamortizado convento de San Francisco en la capital palentina, conocido con el nombre de La Misericordia. Como director, reformó la enseñanza, adquiriendo nuevos y mejores modelos. La matrícula, que solía rondar los cien alumnos, se abría a mediados de septiembre y era gratuita para quienes no pagasen contribución o que tuviesen rentas exiguas. Para las primeras clases, Dibujo del natural, se exigía una edad mínima de diez años y para el resto de doce. Las clases se desarrollaban en horario nocturno para no interrumpir la vida laboral y las calificaciones se entregaban en junio.
Las injerencias políticas de los diferentes equipos municipales terminaron por producir roces que llevaron a la inauguración del curso (1879) sin la prescriptiva autorización oficial; en otras ocasiones (1881) se alababa el trabajo del director y se instaba a no descuidar su salario.
En 1885 se trasladaron las clases a la sede del Instituto de Segunda Enseñanza buscando, como quería Ricardo Becerro de Bengoa, su integración en una deseada Escuela de Artes y Oficios. Velasco, temiendo por su independencia, consiguió el retorno al año siguiente a la antigua sede. Pero ya había pasado su tiempo y tanto por edad como por la falta de autoridad entre el alumnado infantil y adolescente, se le adjudicó un ayudante en marzo de 1887, tres meses antes de su muerte ese mismo año, el catorce de junio.
Se cerraba de esta forma un ciclo educativo que había durado casi medio siglo y que había producido una generación espléndida de pintores: José Casado del Alisal, Dióscoro Puebla, Serafín Martínez del Rincón, Eugenio Oliva Rodrigo, Asterio Mañanós Martínez, Zenón Herrero y Mariano Lantada.

## La dirección de Zenón Herrero
La muerte de Velasco obligó a buscar un nuevo director, puesto por el que entraron en disputa Zenón Herrero, ayudante del fallecido, y Asterio Mañanós. Cada uno contaba con valedores en el Ayuntamiento. El elegido fue Zenón, quien impulsó nuevas reformas y adquirió diverso material, concretamente cinco colecciones en la casa de Martín Cañero, de Madrid, en 1888, solicitando la compra de más al año siguiente; la intervención del director de la Escuela de Artes y Oficios de Madrid, el también palentino Serafín Martínez del Rincón, facilitó la llegada a Palencia, en condiciones muy ventajosas, de una colección de yesos durante el verano de 1891. También se realizaron reformas en el inmueble: adquisición de una estufa en el invierno de 1890 e introducción de luz eléctrica en 1892.
Sin embargo, la dependencia del Ayuntamiento -con las arbitrariedades propias de la política y de los políticos de turno, problemas salariales incluidos- hacía muy difícil la pervivencia de la Escuela y más cuando se caminaba hacia una mayor reglamentación del proceso formativo.
Cuando Zenón Herrero muere en 1903 había un notable serie de asuntos pendientes.

## La dirección de Mariano Lantada
El nombramiento de Mariano Lantada como director al fallecimiento de Zenón Herrero supuso la recaída en los viejos problemas, agravados por el carácter más combativo de Lantada y el hecho de que se pretendiese que el sueldo del profesor saliese de los alumnos de pago, aproximadamente veinticinco de los cien, que aportaban tres pesetas mensuales al municipio.
Los intentos de reforma, en especial debidos al celo del alcalde Martínez de Azcoitia, no sirvieron de mucho, ya que Lantada seguía quejándose de la situación y se llega a hablar en la prensa, en 1905, de su decadencia. Entre otros asuntos subyacentes estaba el apoyo económico que proporcionaba el Ayuntamiento a una institución dirigida por el arzobispado: La Propaganda Católica.
En 1911 Lantada firmaba sus lienzos para la ermita de Herrera de Pisuerga en Madrid, lo que significa que se había desvinculado de la Escuela, que siguió languideciendo hasta su definitiva desaparición en 1921, fecha en la que se retoma con nuevo nombre -Escuela de Artes y Oficios de Palencia- y nuevo programa formativo la enseñanza artística en la capital.

## Otras instituciones
Además de la institución municipal, existieron otros centros de enseñanza del dibujo en Palencia. Unos de inspiración religiosa y otros laica. 
Hacia 1869 comenzó el funcionamiento de La Propaganda Católica, impulsada por el obispo Juan Lozano Torreira y apoyada por el Ayuntamiento y la Diputación a despecho de los ciudadanos que instaban a estas instituciones a una atención adecuada a las que dependían directamente de ellas. Las clases estaban orientadas a la población obrera a la que, además, se instruía en la doctrina cristina sin la cual, como llegó a decir el gobernador civil de Palencia en la inauguración del curso 1895-96, "no es posible formar obreros perfectos ni ciudadanos laboriosos y honrados". El número de alumnos era muy crecido llegando a estar matriculados hasta 450. Las clases comenzaron impartiéndose en la calle Ramírez para pasar, en 1894, a las dependencias del Palacio Episcopal. En 1886 daba clase de dibujo y geometría Zenón Herrero, hasta que pasó a la Escuela municipal; otro tanto ocurrió con Mariano Lantada que era profesor en ella hasta que en 1903 siguió los pasos de Zenón. Siguiendo las ilusiones de su mentor, José Madrid Manso, adoptó el nombre de Escuela de Artes y Oficios a partir de 1888.
Con el nombre de Escuela de Arte y Oficios funcionó, con carácter discontinuo, una institución cuyo primer proyecto se publicó en el diario palentino El Crepúsculo en 1879; detrás del proyecto se encontraba la burguesía progresista palentina con Manuel Carande y Ricardo Becerro de Bengoa como cabezas visibles. En 1880 estuvo abierta de febrero a marzo y era necesario volver a insistir en su necesidad en octubre de 1882, a lo que respondió el Ayuntamiento dando noticias de las dificultades y de la adquisición de modelos (recibidos en enero del 84) que permitiesen su funcionamiento en el curso 1884-85, aunque no lo llegó a hacer y sí el curso siguiente en el que Becerro de Bengoa había conseguido que se agregase al proyecto la Escuela de Dibujo; las clases se desarrollaban en el instituto y consistían en Teoría (de siete a ocho de la tarde) y Dibujo (de ocho a nueve) pero el proyecto no prosperó, en parte por las quejas de Justo María de Velasco.
En 1893, funcionaba una institución con el nombre de Centro Politécnico, en la que daban clase Zenón Herrero y Rogelio Francés.
Las clases de dibujo en el instituto de segunda enseñanza debieron comenzar en el curso 1891-92 y, por falta de espacio y porque el profesor era Zenón Herrero, se impartían en La Misericordia en horario de tres a cuatro y media. A partir de 1900 el Instituto quedaba obligado a impartir clases en horario nocturno para los obreros que lo solicitasen porque Palencia no tenía una escuela oficial de artes e industrias. En 1904 figuraba como catedrático de la asignatura Jaime Gusmán Domingo y en 1906 era profesor, interino, Saturnino Pacheco quien, además, cultivaba con éxito la fotografía y estaría impartiendo clase al menos hasta 1913. En años posteriores María Romero compatibilizaría su cargo en la Escuela Normal con la cátedra de dibujo del Instituto.
Dieron clases particulares de dibujo el propio Justo María de Velasco (antes de 1880); en 1879 lo hacía Epifanio Carrión; Zenón Herrero y Lorenzo Romero abrieron una academia en 1884, sin continuidad.
Asterio Mañanós, con la ayuda de Ildefonso Mallol y la denominación de Academia Carlos Casado del Alisal, abrió una institución en la calle Mayor, 125 que siguió funcionando después de la marcha de Mañanós a Madrid.
También enseñaron de forma particular Alfonso Alejandro Prádanos (1891) y Juan Torrabadella (1903.